# معبد رفاقي
معبَد رفاقي هي رواية من تأليف (أليس والكر) كتبها عام 1989 وهي رواية تتضمّن عدّة قصص غامضة (لأرفيدا) وهو موسيقي يبحث عن ماضيه.

## الشخصيات
كارلوتا: زوجته من أمريكا اللاتينية تعيش في منفاها.
سويلو: بروفيسور تاريخ السود في أمريكا الّذي يدرك أنّ رجال جيله قد خذلوا النساء.
فاني: زوجته السابقة والّتي على وشك مقابلة والدها لأول مرة.
ليزي: مخلوق نابض بالحياة وكأنّه عاشَ ألفَ ماضٍ.

## روابط خارجية
- Jones، Mother (أبريل 1989). "Previews: The Temple of My Familiar". Mother Jones. ج. 14 ع. 3: 53–54. مؤرشف من الأصل في 2020-03-19. (excerpt)